# Piato Vaya
Piato Vaya ist ein Indianerdorf in der Tohono O'odham Nation Reservation im Pima County im US-Bundesstaat Arizona. Nachbargemeinden sind Kui Tatk, Sikul Himatk, Pisinemo, Gu Oidak, Hali Murk und Peach Pu. Durch Piato Vaya verläuft die Arizona State Route 86.